# Spike Cape
Spike Cape är en udde i Antarktis. Den ligger i Östantarktis. Nya Zeeland gör anspråk på området.
Terrängen inåt land är kuperad åt sydväst, men norrut är den platt. Havet är nära Spike Cape österut. Trakten är obefolkad. Det finns inga samhällen i närheten.